# Castelculier
Castelculier – miejscowość i gmina we Francji, w regionie Nowa Akwitania, w departamencie Lot i Garonna.
Według danych na rok 1990 gminę zamieszkiwało 1597 osób, a gęstość zaludnienia wynosiła 107 osób/km² (wśród 2290 gmin Akwitanii Castelculier plasuje się na 264. miejscu pod względem liczby ludności, natomiast pod względem powierzchni na miejscu 762.).